# Nuño Fernández
Nuño Fernández fue conde de Castilla y de Burgos de 920 a 926. Posible nieto de Munio Núñez de Brañosera y hermano de Gonzalo Fernández, era, por lo tanto, tío de Fernán González.

## Vida
Aparece tras la reorganización de los condes castellanos llevada a cabo por Ordoño II de León en 920, el llamado episodio de Tebular (920), cuando encarceló, entre otros, a los condes castellanos Fernando Ansúrez, Abolmondar Albo y su hijo Diego, al parecer por no proporcionarle ayuda suficiente en el frente riojano.
Tras una breve guerra civil, Ordoño II de León es derrotado y le sucede Alfonso IV de León. Nuño Fernández reconoce al nuevo rey y figura el 25 de febrero de 926 al frente del condado de Castilla en un documento del monasterio de Cardeña confirmando como comite Nunu Fredinandiz in Castella. Ya no aparece, sin embargo, al año siguiente como conde de Castilla y sí en un documento de la zona de la actual Cantabria en el que reconoce como rey a Alfonso Froilaz.
El conde Nuño pudo ser padre de Gutier Núñez, conde en Castilla en 931, que otros historiadores como fray Justo Pérez de Urbel y Justiniano Rodríguez, han identificado como el conde gallego Gutierre Muñoz, hermano de Goto Muñoz, la esposa del rey Sancho Ordóñez.
| Predecesor: Fernando Ansúrez | Conde de Castilla y Burgos 920 - 926 | Sucesor: Fernando Ansúrez |